# Miguel Pselo
Miguel Pselo (Nicomedia, c. 1018-1078; en griego: Μιχαήλ Ψελλός, romanizado: Mikhaēl Psellos) fue un humanista, político, filósofo neoplatónico, poeta, orador e historiador bizantino del siglo XI, llamado el Joven para distinguirlo de un supuesto filósofo homónimo que vivió en el siglo IX. 
Pselo fue un cortesano intrigante y uno de los políticos más influyentes de su tiempo. Ocupó los más altos cargos del gobierno imperial durante treinta y seis años, bajo siete emperadores de tres dinastías distintas. Auténtico polígrafo, escribió sobre teología, derecho, filología, arqueología, historia, alquimia, matemáticas, medicina, etc. Fue el espíritu más cultivado, la mente más lúcida de su época y un auténtico artista. Su Cronografía es el más importante libro de memorias de toda la Edad Media, sin que ningún otro pueda comparársele por su frescura, la vivacidad de su expresión, la finura de su intuición psicológica y sus dotes para los retratos.

## Vida

### Primeros años
Constantino Pselo nació en el seno de una modesta familia residente en Constantinopla. Su padre, originario de Nicomedia (Bitinia), tenía a patricios y cónsules entre sus antepasados más próximos, pero nada le quedaba ya de esos ilustres orígenes y ejercía como simple tendero en un barrio popular de la capital imperial, donde se había casado con una mujer de familia humilde. Del matrimonio nacieron dos hijas antes del propio Pselo, que vino al mundo a fines del año 1017 o principios del 1018, en los últimos años del reinado de Basilio II (959-1025). El que quizá fue el mejor de los oradores bizantinos tuvo un defecto físico (probablemente tenía el labio inferior abultado o belfo, como los caballos) lo que le valió el sobrenombre de Pselo (en griego: Ψελλός, psellós), adjetivo se aplica a los que tienen una traba o un defecto en el habla, seseo o frenillo (pero no a los tartamudos o que balbucean al expresarse).
Cuando Pselo concluyó la educación elemental a los ocho años de edad, su familia, reunida en consejo, pensó en buscarle un oficio, y sólo la insistencia de su madre, convencida de las extraordinarias cualidades de su hijo, pudo persuadirles para que siguieran pagando su formación: lo recuerda emocionado el propio escritor en el discurso fúnebre que le dedicó a su muerte años después. La decisión de la madre se vio recompensada y pronto Pselo, con apenas diez años, sabía recitar de memoria la Ilíada y comentar sus figuras y sus tropos, demostrando un talento excepcional, incluso en aquella edad que cultivaba la memoria hasta extremos actualmente impensables. A pesar de sus cualidades, a los dieciséis años la economía familiar no pudo costear más su formación y Pselo se puso a trabajar como secretario de un juez provincial, probablemente en el distrito europeo de Tracia y Macedonia. Por entonces murió su hermana y sus padres se retiraron a un monasterio. Pselo regresó a Constantinopla, donde inició estudios superiores de retórica y filosofía con Juan Mauropo, uno de los intelectuales más importantes de su tiempo.
Durante los años siguientes Pselo vería promocionada su carrera administrativa como juez (gobernador provincial), probablemente por el apoyo de su amigo Constantino Licudes, que entró en el Senado y asumió puestos de poder durante los reinados de Miguel IV y Miguel V. Así, Pselo tuvo el cargo de juez al menos en tres themas de Asia Menor (Tracesios, Bucelarios y Armeniacos), sin que se sepan exactamente las fechas. Es sorprendente que se encomendasen puestos de tan alta responsabilidad a un joven de unos veinte años, algo para lo que no se encuentra paralelo alguno en la historia administrativa del Imperio y que habla de sus excepcionales cualidades. Es probable que su presencia en provincias no fuera permanente durante esos años y que la alternara con estancias en Constantinopla para continuar con su formación.

### En la Corte Imperial

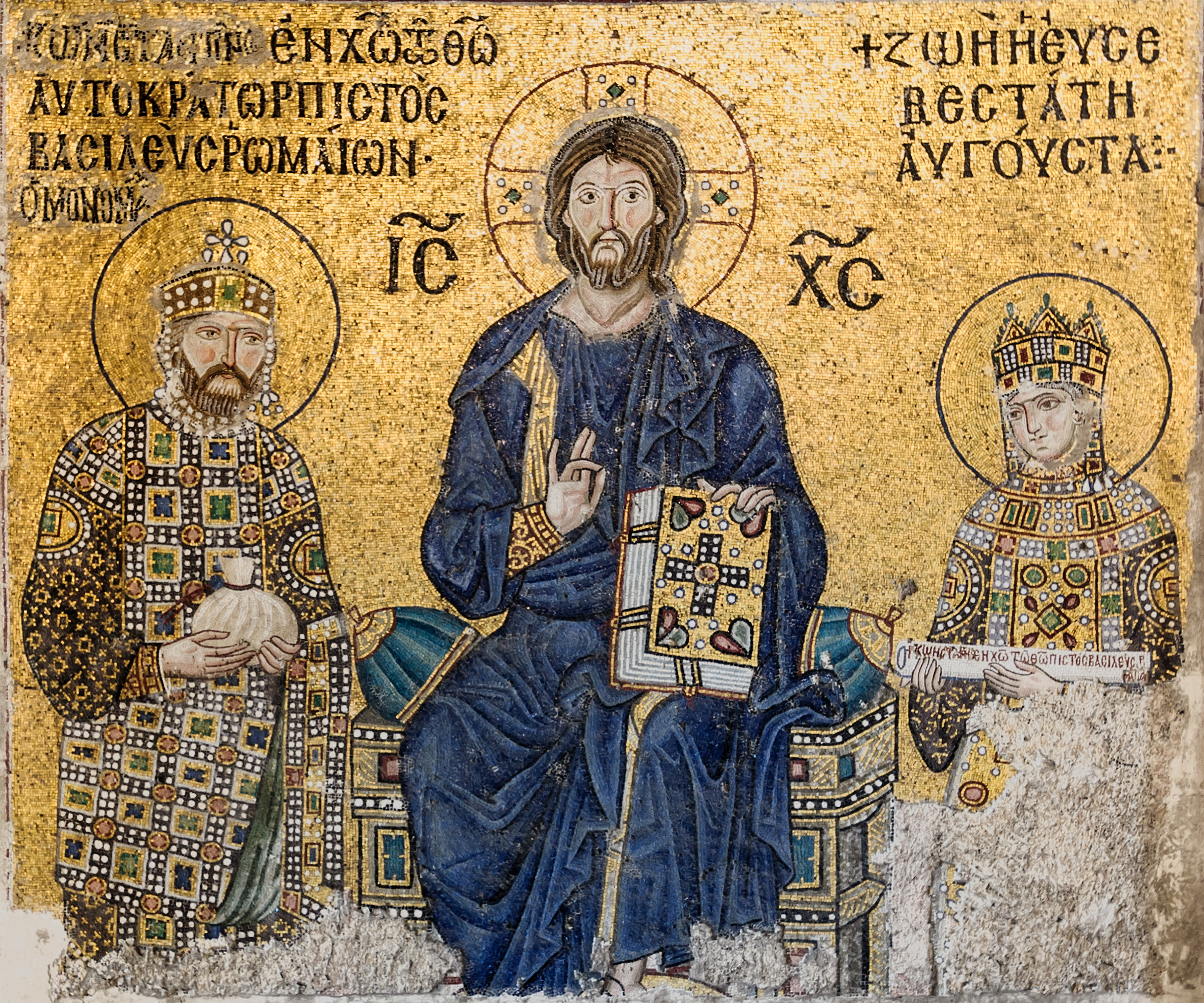
Mosaico de Constantino Monómaco y Zoe en Hagia Sophia.

En 1041 entró en la corte como secretario imperial (hypogrammateús) de Miguel V, y en torno a 1042 contrajo matrimonio con una mujer de buena familia, descendiente de un valido del emperador León VI (886-912). Del matrimonio nació una sola híja, Estiliana, a la que Pselo colmó de atenciones, y que murió a la temprana edad de nueve años, lo que motivó el ingreso de su mujer en un monasterio. Pselo se quedó únicamente con una hija adoptiva, Eufemia, pero el compromiso de la chica con un joven de buena familia debió romperse, lo que provocó incluso un proceso legal contra el historiador.
Al ascender al trono imperial Constantino IX Monómaco (1042-1055), Pselo se convirtió en secretario de estado y gran canciller. Tenía en ese momento unos veinticinco años, y al mismo tiempo enseñaba retórica y filosofía en la Academia de Constantinopla, donde tuvo entre otros discípulos a Juan Ítalo y a Teofilacto de Ocrida; se le consideró un gran helenista, constituyéndose en la columna vertebradora de lo que en la época de los Comnenos se denominó "Renacimiento helénico". 
Monómaco fue retirando poco a poco su favor a los eruditos del entorno de Pselo, que hubieron de tomar finalmente el hábito monástico para evitar ser perseguidos. El propio Pselo se tonsuró como monje repentinamente a finales del año 1054, adoptando el nombre monástico de Miguel. En su Cronografía señala, sorprendentemente, que lo hizo a pesar de las protestas del propio emperador, que no quería verse privado de su compañía. Pselo es, de hecho, deliberadamente ambiguo al hablar sobre los motivos que le impulsaron a este retiro, y que posiblemente no tuvieran que ver con el emperador sino con su entorno cortesano, algo que explicaría que justamente a la muerte de Monómaco, en enero de 1055, Pselo abandonara enseguida Constantinopla y se refugiara en el monasterio de la Hermosa Fuente, en el Olimpo bitinio. Por entonces murió su madre, con lo que Pselo quedó privado de familia.

### Vida monástica
La experiencia del retiro monástico resultó muy decepcionante para Pselo, sobre todo por la ignorancia e inactividad de sus compañeros de hábito, a los que llamó después «gentes groseras e incultas, verdaderos escitas». Gran admirador de Platón y, en especial, del neoplatonismo, se esforzó por presentar esta corriente filosófica ajena del paganismo, como un esfuerzo imperfecto que alcanzó con el cristianismo su perfecta coronación. Por ello adoptó el alegorismo como el mejor método de exégesis para estudiar, analizar y comentar los clásicos griegos como antes se habían analizado las Sagradas Escrituras. De esa forma llegó a ver en los autores griegos una especie de profetas del cristianismo e incluso encontró en Homero nada menos que el misterio de la Santísima Trinidad. Acusado por ello de herejía, Pselo se vio de hecho obligado a acreditar su ortodoxia en un escrito.
Incapaz de adaptarse al retiro monástico, y más que probablemente enemistado con los demás monjes, Pselo regresó a la capital ese mismo año de 1055, cuando la emperatriz Teodora, última de la dinastía macedónica, le llamó a su lado como consejero. A pesar de que recuperó e incluso incrementó la influencia perdida, lo hizo ya desde su condición de monje, y su autoridad ya no se basó más en títulos o dignidades concretas. 

### Intrigas cortesanas
Poco antes de la muerte de Teodora en 1056, el consistorio de palacio obligó a que ésta designara un sucesor. El elegido, Miguel VI (1056-1057), fue coronado poco después. Pselo declaró en su Cronografía haber sido testigo de los conciliábulos para elegir al sucesor, pero se sitúa al margen de una decisión que enseguida se revelará efímera, pues apenas proclamado emperador Miguel, se sublevaron contra él los generales de Asia Menor, miembros de poderosas familias terratenientes descontentas con el gobierno de funcionarios de la capital.
Cuando los rebeldes, capitaneados por Isaac Comneno, llegaron a las proximidades de la capital, Pselo fue enviado como embajador por el emperador para negociar un acuerdo con el usurpador: nombrarle César y heredero al trono a cambio de poner fin de las hostilidades.
Pselo, afirmó que superó el ambiente hostil de una tienda llena de soldados enemigos y convenció con su oratoria superior a los presentes de la bondad de su propuesta. Pero el hecho de que a continuación Isaac lo considerase su hombre de confianza levanta sospechas sobre la gestión de su embajada y dudas acerca de su fidelidad a Miguel, que fue derrocado en Constantinopla por sectores próximos al patriarca Miguel Cerulario, cuando el usurpador acampaba todavía al otro lado del estrecho del Bósforo en compañía de Pselo.
Isaac entró poco después en la capital y nombró a Pselo presidente del Senado, lo que hizo evidente a todos su cambio de bando. Las peores cualidades de político sin escrúpulos de Pselo quedaron nuevamente patentes cuando, poco después, aceptó el encargo del emperador de redactar una acusación contra el patriarca Miguel Cerulario por traición. El patriarca, responsable del cisma con Roma en 1054, era un hombre con ambiciones políticas y peligroso para el poder imperial, por lo que su deposición estaba justificada. Sin embargo, lo singular del hecho es que Pselo fuera el encargado de formular los cargos a pesar de la amistad que les unía y al hecho de que sobrinos de Cerulario eran destacados discípulos suyos. El patriarca, depuesto y desterrado, murió antes de que las acusaciones de Pselo se hicieran públicas ante el sínodo convocado en la capital, pero su deposición hizo ganar a Pselo la animadversión del populacho y prestigio ante el emperador, que nombró además patriarca a Constantino III Leicudes (1059-1063), viejo amigo suyo.
Las férreas restricciones de gastos decretadas por el emperador le enajenaron el apoyo de los altos cargos políticos de la Corte, Pselo incluido. Es posible por ello que, como sugiere Robert Volk, la abdicación de Isaac en 1059 por causa de una enfermedad fuera estimulada por Pselo, que, como médico personal del emperador, exageró los síntomas de su mal para hacerle renunciar al trono. Es curioso que Pselo no señale en su obra que Isaac moriría meses después de haber abdicado.

### El ascenso de los Ducas
En cualquier caso es evidente que a Pselo le convenía el ascenso al poder de Constantino X, de la familia de los Ducas (1059-1067), con la que mantenía excelentes relaciones desde la época de Monómaco. El nuevo emperador, que inventó el nuevo título de hypertîmos para Pselo, tuvo al mismo como principal consejero y le encargó incluso la educación de su hijo y sucesor, el futuro Miguel VII Ducas. 
La hostilidad del pueblo hacia él como responsable de la condena al patriarca Cerulario, la de los abundantes exiliados de Isaac Comeno que regresaron con el nuevo monarca y las presiones de los religiosos, para quienes Pselo era un «apóstata», hicieron que el patriarca Constantino Licudes le aplicara los cánones de los monjes giróvagos y Pselo se vio forzado a ingresar en el monasterio de Ta Narsu, en Constantinopla, del que no saldría hasta que en septiembre de 1063 un terremoto destruyó sus muros.
Las intrigas contra Pselo se desataron abiertamente cuando, a la muerte de Constantino, su viuda Eudoxia (regente de su hijo menor de edad) siguió confiando en Pselo para el gobierno. Entonces el eunuco Nicéforo le acusó de mantener relaciones adúlteras con la emperatriz. No sabemos en qué desembocaron estas acusaciones, pero es evidente que el matrimonio de Eudoxia con el general Romano IV Diógenes en 1068 no favoreció los intereses de Miguel. Diógenes, convertido en coemperador, desconfiaba del intrigante Pselo y temía dejarlo en la capital mientras él partía en campaña. El distanciamiento entre ambos se hizo patente cuando ordenó que le acompañara en su campaña militar contra los turcos selyúcidas del 1069, una campaña que Pselo le había desaconsejado por precipitada. No obstante, el erudito consiguió escabullirse de la expedición al llegar a Cesarea Mazaca y regresar a Constantinopla.
Cuando en 1071 Romano Diógenes fue capturado por los turcos en la catastrófica batalla de Manzikert, su mujer Eudoxia asumió el poder en su nombre y en el de su hijo Miguel. Pselo estuvo detrás de esta decisión, pues fue el que instó al César Juan Ducas, hermano del fallecido Constantino X y cabeza visible de los Ducas, a dar este paso, tal como señala en su historia. La recuperación del poder efectivo por parte de la familia Ducas beneficiaba a Pselo, que era íntimo amigo del César (son muchas las cartas dirigidas a él que se conservan) y tenía un gran influencia sobre Miguel Ducas, su pupilo imperial. El César fue sin embargo más allá, y ordenó encerrar a Eudoxia, al fin y al cabo mujer de Romano, en un monasterio, de forma que el poder quedó exclusivamente en manos de su sobrino Miguel.
Mientras tanto el sultán turco Alp Arslan había liberado a Diógenes, que no estaba dispuesto a ceder su poder a su hijastro. El conflicto estaba servido. Pselo describe en su Cronografía cuál fue su reacción en medio de esta confusión:

Yo me encontré también en medio de aquel desconcierto general, cuando todos me instaban a que dijese lo que convenía hacer. Puesto que sobre todo mi noble y querido emperador me apremiaba y presionaba, yo declaré que no se debía acoger ya más a Romano en el imperio, sino que había que deshacerse de él y enviar a todas partes órdenes excluyéndolo del gobierno.

Efectivamente, tropas enviadas desde Constantinopla derrotaron a Romano Diógenes y, a pesar de las garantías de seguridad que le dieron cuando acabó rindiéndose, le sacaron los ojos. Romano murió poco después a resultas de las heridas: un final trágico para un noble general y uno de los capítulos más infames de la historia bizantina. Pselo fue aún capaz de dedicarle un panegírico en el que declara no saber si lamentar o envidiar el destino de Romano. Aunque resulta difícil creer que la compasión de Pselo hacia Romano Diógenes fuera sincera, siendo él mismo responsable de su final, es posible tuviera remordimientos y no pensara que el enfrentamiento entre Diógenes y Miguel Ducas desembocara en una pequeña guerra civil y mucho menos que acabara con Romano cegado por los sicarios imperiales.

### Muerte
Si se le identifica con el Miguel de Nicomedia que cita el historiador Miguel Ataliates, Pselo habría muerto en abril de 1078. Ataliates, enemigo declarado del orador, habría escrito su epitafio con estas palabras:

Poco después exhaló su último suspiro el monje e hipértimo Miguel, que había estado al frente de los asuntos de gobierno y cuya familia procedía de Nicomedia, hombre desagradable y orgulloso, que a duras penas aprobaba la munificencia del emperador.

No sabemos en qué circunstancias murió Pselo, pero sí que su nieto, el hijo de Eufemia, vivía en la penuria años después, hasta el punto de que uno de los discípulos de Pselo, Teofilacto de Ocrida, compadecido de su suerte, se vio obligado a pedir ayuda para él.

## Semblanza
El único retrato que conservamos de nuestro autor es de esta época, en que se describe a sí mismo como de gran estatura, piel oscura y cabellos rubios, cejas rectas, ojos brillantes y una nariz aguileña de la que siempre se mostró orgulloso, ataviado con el negro hábito de monje.
Su carácter era extremadamente veleidoso. En su epístola a Miguel Cerulario reconocía «ser un hombre, animal cambiante e inestable, alma racional que se sirve de un cuerpo, singular mezcla de tendencias discordantes». Era en el trato era vanidoso, altanero y adulador, burlón, pero también magnánimo y místico. Como cortesano era un político maquiavélico y sin escrúpulo alguno, un especialista en el arte de la injuria cuyos desaires eran temidos, su mordacidad y su afán de polémica implacables. En la vida privada, en cambio, era tierno y sensible, «femenino», en sus propias palabras.

## Obra

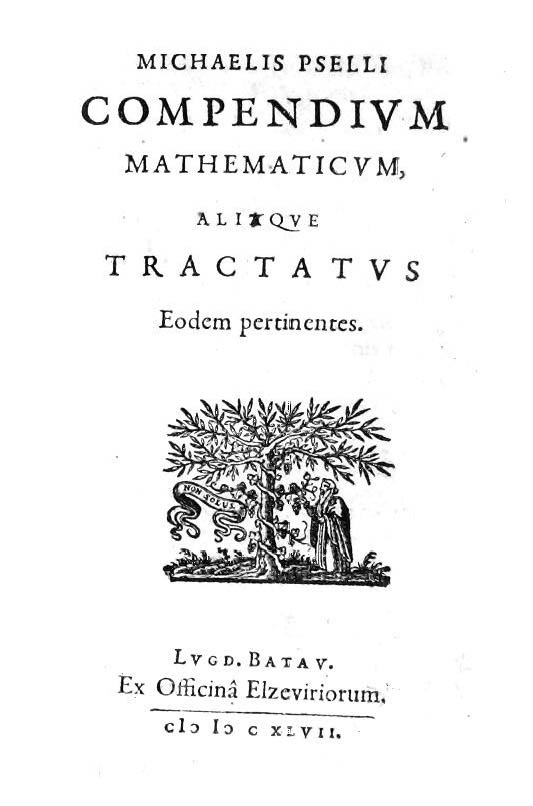
Compendium mathematicum, 1647

No existe ninguna lista fidedigna de las obras de Pselo. Muchas permanecen aún inéditas y otras le han sido falsamente atribuidas. 
Escribió una Cronografía llena de fuertes críticas y que por ello fue censurada cuidadosamente por el poder, pese a lo cual no fueron cortadas sus digresiones contra monjes "holgazanes y enemigos de la humanidad" o donde recordaba que el dinero de los impuestos no estaba destinado a mantener conventos ni concubinas del soberano, o donde afirmaba la superioridad de la república ateniense sobre el estado romano "institución de esclavos y no de hombres libres" y en el que, por último, decía textualmente "no estamos gobernados por Pericles ni por Temístocles, sino por los más viles adeptos de Espartaco que hemos comprado a precio de oro a los bárbaros"
Psellos, en su condición de hombre de Estado encaramado a los más altos cargos, al mismo tiempo que observó de la historia de su época, participó muy destacadamente en ella. Ello explica, por otra parte, la parcialidad de sus opiniones en esta obra, que unas veces disimulan la verdad y otras la deforman. La obra se divide en dos partes. La primera fue escrita a petición de un amigo, probablemente Constantino III Leicudes, entre 1059 y 1063, y se ocupa del período comprendido entre Basilio II y la abdicación de Isaac Comneno (1059). La narración se enriquece a medida que van transcurriendo los reinados, en especial a partir del de Miguel V (1041-1042), en el cual Psellos se incorporó a la corte en calidad de secretario del emperador. La segunda parte abarca el período del gobierno de los Ducas (1059-1078) y fue escrita por petición expresa y en vida de Miguel VII, lo cual se manifiesta en el carácter claramente tendencioso de la narración. 
Se interesó además por el ocultismo y la magia, la astrología y la adivinación, reuniendo todas estas supersticiones, que seguían vivas al empezar el segundo milenio, bajo el término de caldeísmo y refutándolas en numerosas obras como contrarias a la razón y al cristianismo. Así, se esforzó en encontrar explicaciones racionales y científicas a fenómenos pretendidamente mágicos o misteriosos, y aunque no negó la existencia de los demonios ni su capacidad para generar males, sostuvo que el cristiano debe emplear sólo la fe en Dios para defenderse de ellos. Y siguiendo a Orígenes, a Basilio, y a San Juan Damasceno, afirmó que los demonios tienen un cuerpo que utilizan únicamente para actuar en este mundo. Tampoco rechazó, pese a su racionalismo filohelénico, la teología mística, aunque sí la rechazó tal y como se practicaba, entre otros lugares, en el convento del monte Olimpo (Bitinia), donde los monjes se persignaban con sólo escuchar el nombre de Platón, y tuvo que defenderse de la acusación de helenismo por su continuo uso, lectura y defensa de las ideas griegas. Juan Xifilino, rector de la Escuela de Derecho de Constantinopla y amigo personal de Psellos, lo acusó mediante un escrito de querer perturbar a la Iglesia mediante su platonismo y contagiarla con las aberraciones paganas. Psellos repuso algo hipócritamente que estudió los sistemas filosóficos pero siempre refiriéndolos a las Escrituras.
La filosofía de Platón era para él la máxima realización del espíritu humano y el filósofo griego se constituye en un verdadero precursor del cristianismo, por su defensa de la inmortalidad del alma, su idea de la justicia y su afirmación de que es posible elevarse más allá de los límites de la razón hasta la contemplación del Uno. Aristóteles, si bien merece también el reconocimiento de Psellos, es criticado por él por haber abordado los temas teológicos con la sola razón, sin reconocer que a las cosas divinas se llega con la inteligencia, que está más allá de la razón y de sus silogismos. De Aristóteles rescata especialmente su ciencia, y sobre todo su lógica, a la que considera como una preparación para asimilar la metafísica de Platón.
Como teólogo sostuvo que los ángeles poseían una cierta substancia material y la santidad de la madre de Dios en el momento de su concepción y su función mediadora.
Entre las obras más sugerentes de Pselo se encuentra su colección de más de quinientas cartas, en su mayoría personales y motivadas por circunstancias concretas, aunque todas escritas con gran cuidado y elegancia. 

### Listado parcial de obras
- Paráfrasis y comentarios a Aristóteles y Porfirio
- Opiniones sobre el alma
- Sobre la psicogonía de Platón
- Varia Instrucción (más conocida por el título latino De Omnifaria Doctrina), larga enciclopedia.
- Sobre si hay algo fuera del cielo
- Soluciones breves a cuestiones físicas
- Sobre el fin de la geometría
- Trabajo Médico en 1373 trímetros
- Sobre la podagra
- Sobre la dieta.
- Timoteo o sobre la actividad de los demonios, tratado de demonología.
- Opiniones de los griegos sobre los demonios, tratado de demonología.
- Sobre la Alquimia
- Sobre las virtudes de las piedras, lapidario.
- Sobre los agüeros y la omoplatoscopia.
- Exposición capitular de los dogmas caldeos.
- Comentario a veinticuatro comedias de Menandro
- Tratados en verso sobre los dialectos griegos y sobre retórica.
- Tratados sobre la geografía de Atenas.
- Tratado sobre las alegorías de Homero.
- Paráfrasis en prosa de la Ilíada
- Comparación entre los versos de Eurípides y Jorge de Pisidia
- Estudios sobre novelas griegas
- Sobre la tragedia.
- Sinopsis de las leyes en yambos
- Manual de antigua terminología jurídica latina.
- Discursos fúnebres al patriarca Miguel Cerulario, a Constantino III Leicudes y a Juan Jifilino
- Encomio de su madre.
- Epitafio de su hija Estiliana.
- Encomio al emperador Constantino Monómaco
- Epistolario de quinientas cartas.
- Encomios retóricos de la pulga, el piojo y el vino.
- Tratado de táctica.
- Monodia a la caída de la cúpula de Santa Sofía.
- Reprimendas a sus alumnos (por llegar tarde, por desinterés...).
- Tratados polémicos contra críticos y calumniadores.
- Tratados sobre tradiciones populares: refranes, expresiones, costumbres y supersticiones del pueblo.
- Poemas y epigramas de circunstancias.
- Nociones comunes (miscelánea de reflexiones sobre diversos temas teológicos, filosóficos y científicos)
- Soluciones breves de las cuestiones físicas (breve tratado en el que se remonta desde el estudio de los seres sensibles hasta la consideración del primer principio de todas las cosas)
- Crisopeya (donde analiza los métodos de la alquimia desde una perspectiva científica)
- Oráculos caldeos (resumen y comentario del libro sagrado neoplatónico homónimo, cuyo fin es compararlos con las doctrinas de Platón y con el cristianismo)
- Sobre la actuación de los demonios (tratado en forma de diálogo en el que enfrenta al ocultismo con espíritu científico)
- Sobre la cadena de oro (interpretación alegórica de un discurso del Júpiter homérico).
- Cronografía (ed. esp.: Vidas de los emperadores de Bizancio. Gredos, Madrid, 2005. ISBN 84-249-2754-0 ).